# Francis W. Mark
Francis W. Mark est un fonctionnaire britannique de la fin du XIXe siècle, vice-consul à Marseille (France). Il est connu pour sa pratique de l'alpinisme et ses premières ascension de petits sommets français, notamment la Grande Candelle (1879) dans les Calanques de Marseille ou le Pillon du Roi (1879) dans le massif de l'Étoile. Il était membre de la section provençale du Club alpin français.